# Julius Leopold von Caprivi
Julius Leopold von Caprivi (* 29. August 1695 in Landau; † 8. November 1768 in Wernigerode) war ein deutscher Archivar, Historiker und Dichter von Kirchenliedern.

## Leben
Er war der Sohn eines kaiserlich-russischen Obersten, der im schlesischen Landau ein Gut besaß. Nachdem er zunächst Hofrat bei Graf Christoph Friedrich zu Stolberg in Stolberg war, legte er dieses Amt 1732 nieder, da der Graf 1732 die Privatzusammenkünfte der „erweckten Seelen“ in Stolberg verbot und Caprivi wegen seiner pietistischen Neigungen des „Betrugs, Kötzerey und verdammlicher Irrthümer“ beschuldigt wurde. Er wurde Hofrat, Archivar und Kanzler im Dienst des regierenden Grafen und Pietisten Christian Ernst zu Stolberg-Wernigerode und hinterließ zahlreiche handschriftliche Manuskripte zur Geschichte der Grafschaft Wernigerode und über die Grafen zu Stolberg. Diese werden heute im Fürstlichen Herrschaftsarchiv Stolberg-Wernigerode im Landesarchiv Sachsen-Anhalt verwaltet. Ferner war er auch als Dichter mehrerer evangelischer Kirchenlieder tätig.
Am 24. Oktober 1750 erfolgte die Beförderung Caprivis vom gräflichen Kanzleidirektor zum Kanzler.
Sein in Wernigerode geborener Sohn Christian Friedrich von Caprivi (1743–1821) wurde durch die Unterstützung des Grafen Christian Friedrich zu Stolberg-Wernigerode im April 1763 zum Fähnrich im Regiment von Tettenborn ernannt.